# Aarhus Universitetshospital
Aarhus Universitetshospital var tidligere det fælles navn for de tre hospitaler i Aarhus, og er med mere end 10.000 ansatte den største hospitalsenhed i Region Midtjylland. Med en udvidelse af sygehuset i Skejby for 6,35 mia. kr. nedlægges Aarhus Sygehus på Nørrebrogade (tidligere Århus Kommunehospital) og Tage-Hansens Gade (tidligere Århus Amtssygehus) og flyttes til Skejby. Det Nye Universitetshospital i Aarhus forventes færdigbygget i 2018 og de sidste afdelinger flyttet ind i 2019. I november 2018  er også  Psykiatrisk Hospital i Risskov (Aarhus Universitetshospital, Risskov) flyttet til Skejby.
Aarhus Universitetshospital var et samarbejde mellem Aarhus Universitets sundhedsvidenskabelige fakultet, Aarhus Sygehus, Skejby Sygehus og Psykiatrisk Hospital i Risskov. De tre hospitaler har siden 2007 heddet Aarhus Universitetshospital Aarhus Sygehus, Aarhus Universitetshospital Skejby og Aarhus Universitetshospital, Risskov. Aalborg Universitetshospital var indtil 2013 desuden tilknyttet samarbejdet, der også har relationer til andre sygehuse og forskningsinstitutioner i det vestlige Danmark. Den primære opgave for Aarhus Universitetshospital er sundhedsfaglige uddannelser, herunder grunduddannelsen af medicinske kandidater og videreuddannelsen af speciallæger samt forskning. Driften af sygehusene varetages af Region Midtjylland.
Fakta om Aarhus Universitetshospital afdelinger i Aarhus.
| Hospitaler                                    | Antal senge | Ansatte | Budget    | m²                        |
| --------------------------------------------- | ----------- | ------- | --------- | ------------------------- |
| Aarhus Sygehus                                | 847         | 5.320   | 3,7 mia   | 195.000                   |
| Skejby Sygehus                                | 511         | 3.289   | 2,1 mia   | 157.000                   |
| Psykiatrisk Hospital Risskov (P.H.R)          | 223         | 1.418   | 540 mio   | 92.000                    |
| Børne- og Ungdomspsykiatrisk Hospital Risskov | 35          | 330     | 250 mio   | Inkluderet i P.H.R areal. |
| Aarhus Universitetshospital samlet            | 1.616       | 10.357  | 6,590 mia | 444.000                   |